# Галант, Йоав
Йоа́в Га́лант (ивр. יואב גלנט‎; род. 8 ноября 1958, Тель-Авив-Яффа, Израиль) — израильский государственный и военный деятель, генерал-майор запаса Армии обороны Израиля. Командующий Южным военным округом Армии обороны Израиля с октября 2005 по октябрь 2010 года. 
Был предназначен возглавить Генеральный штаб Армии обороны Израиля в феврале 2011 года, однако решение о назначении на пост было отменено 1 февраля 2011 года вследствие выяснения деталей поведения Галанта в конфликте, связанном со строительством его дома в мошаве Амикам.
С 2015 года депутат кнессета, представлявший фракции «Кулану» и «Ликуд». Министр строительства (2015—2019), алии и интеграции (2019—2020) и образования (2020—2021).
29 декабря 2022 года Галант был назначен министром обороны Израиля.
26 марта 2023 года премьер-министр Биньямин Нетаньяху объявил о решении уволить Галанта с данного поста из-за его критики судебной реформы (в соответствии с законом, увольнение вступает в силу по истечении 48 часов от передачи официального уведомления об увольнении, если решение не отменяется ранее, но Галант так и не получил такого уведомления). Через несколько дней, после того как сотни тысяч израильтян вышли на митинги в поддержку министра обороны, Нетаньяху потребовал от Галанта извиниться за свою ранее высказанную критику, но затем, после начала эскалации напряжения на южной и северной границах, обстрелов из Газы, Ливана и Сирии, а также нескольких терактов внутри Израиля, 10 апреля Биньямин Нетаньяху заявил, что министр обороны Йоав Галант останется на своём посту. «Мы действуем вместе. Между нами были разногласия, даже серьёзные. Но я принял решение оставить наши разногласия позади», — сказал премьер-министр.
21 ноября 2024 года Международным уголовным судом в Гааге был выдан ордер на арест Йоава Галанта по обвинению в военных преступлениях и преступлениях против человечности, совершенных в секторе Газа в период с 8 октября 2023 года по 20 мая 2024 года.

## Биография
Родился 8 ноября 1958 года в Яффском районе Гиват-ха-Алия города Тель-Авив-Яффа.
Мать Галанта, Фрума, уроженка Польши, была одной из пассажиров корабля «Эксодус», на борту которого отбыли в Палестину в 1947 году пережившие Холокост еврейские беженцы. Вместе с другими пассажирами корабля она была изгнана из Палестины британскими властями на борту корабля Ocean Vigour, вернувшись лишь после основания Государства Израиль.
Его отец, Михаэль, воевал с нацистами в партизанском отряде в лесах Украины и Белоруссии и также иммигрировал в Израиль в 1948 году. Михаэль, в прошлом один из ведущих снайперов Армии обороны Израиля, принимал участие в Войне за независимость Израиля в составе подразделения «Шуалей Шимшон». Сам Галант был назван Йоавом в честь «Операции Йоав» по освобождению пустыни Негев в ходе Войны за независимость Израиля. После войны Михаэль Галант работал на участке бурения нефтяных скважин, затем — водителем грузовика, а после открыл лавку по починке электротоваров. Он скончался, когда Йоаву исполнилось 17 лет.
Подростком Галант активно участвовал в деятельности скаутского движения. Окончил школу имени Давида Калая в Гиватаиме.

### Военная карьера
В 1977 году Галант был призван в Армию обороны Израиля. Начал службу в спецподразделении ВМС «Шайетет 13», в котором прошёл путь от бойца до офицера, окончив с отличием офицерские курсы. Галант принимал участие во многих спецоперациях подразделения, в большинстве своём включавших диверсионные атаки с берега по базам боевиков ООП и других организаций в Ливане.
В 1982 году окончил службу в армии и поехал в США, где работал лесорубом на небольшом острове около Аляски. Случайно услышав о Ливанской войне 1982 года, Галант добрался до соседнего острова, на котором находился телефон, но к тому моменту основные военные действия в Ливане уже закончились.
В 1984 году вернулся на службу в армии, прошёл капитанские курсы и был назначен заместителем капитана ракетного катера (типа «Саар-4») «Кешет».
В октябре 1986 года вернулся в «Шайетет 13» и был назначен командиром дивизиона в звании подполковника. В этой должности командовал различными операциями подразделения. Высказывалось также предположение, что Галант участвовал в операции (официально не признанной Израилем) по взрыву судна ООП в кипрском порту Лимасол 26 июля 1987 года. В дальнейшем Галант возглавил Школу морских коммандос.
Накануне окончания должности Галанту было предложено выехать на двухлетнее обучение в США и по возвращении получить назначение на пост командира «Шайетет 13», однако Галант предпочёл остаться в Израиле и получить командование сухопутной бригадой. С 1993 по 1994 год возглавлял территориальную бригаду «Менаше» (ивр. חטמ"ר מנשה‎).
Далее был назначен командиром «Шайетет 13», исполнял эту должность до 1997 года. Сообщалось, что под командованием Галанта подразделение приняло участие в операции по уничтожению основателя организации «Палестинский исламский джихад» Фатхи Шкаки на Мальте 26 октября 1995 года.
С 1997 до 1999 года был командиром территориальной дивизии сектора Газа, а затем, до 2001 года, командиром бронетанковой дивизии «Идан» Центрального военного округа.
В 2001 году был назначен главой штаба (ивр. רמ"ט‎) Командования сухопутными войсками.
В июле 2002 года был повышен в звании до генерал-майора и назначен Военным секретарём премьер-министра.
В октябре 2005 года был назначен на пост Командующего Южным военным округом. Помимо прочего, командовал войсками округа во время операции «Литой свинец» в секторе Газа.
В октябре 2009 года Галант был кандидатом на должность заместителя Начальника Генерального штаба Армии обороны Израиля.

### Назначение на пост Начальника Генштаба и его отмена
Уже в 2009 году Галант был назван вероятным кандидатом на пост Начальника Генерального штаба (а также обладателем наибольших шансов получить данное назначение) по истечении каденции Начальника Генштаба Габи Ашкенази в феврале 2011 года.

#### Скандал с «Документом Харпаза»
6 августа 2010 года, спустя несколько дней после начала этапа официальных собеседований министра обороны с кандидатами на пост Начальника Генштаба, Второй канал израильского телевидения опубликовал документ фирмы по связям с общественностью, описывающий пиар-кампанию по дискредитации основного конкурента Галанта на пост, Бени Ганца, и действующего Начальника Генштаба, Габи Ашкенази, с целью продвижения назначения Галанта.
В связи с подозрением, что документ был подделан с целью дискредитации самого Галанта, процесс отбора кандидатов был приостановлен по указанию Юридического советника правительства, и было начато полицейское расследование для проверки подлинности документа и установления личности ответственных за его распространение. 19 августа 2010 года полиция сообщила, что, в соответствии с результатами расследования, документ был сфабрикован, однако нет оснований полагать, что кто-либо из кандидатов на пост Начальника Генштаба причастен к подделке.
Следы подделки документа привели к Боазу Харпазу (ивр. בועז הרפז‎), бывшему офицеру разведки, который вероятно составил и оформил документ, а в дальнейшем запустил подделку в руки офицеров Генштаба.
Однако обнаружение следов Харпаза, прекратившего свою военную карьеру вследствие тяжких дисциплинарных нарушений ещё несколько лет назад, но сохранившего неформальные связи с некоторыми высокопоставленными офицерами, оставило открытыми два основных вопроса. Во-первых, оставалось неясным, почему существование документа, месяцами передававшегося из рук в руки и отравлявшего атмосферу в Генштабе, настраивая генералов Генштаба против Галанта и министра обороны Эхуда Барака, упорно продвигавшего назначение Галанта вопреки мнению Начальника Генштаба, Габи Ашкенази, так долго скрывалось от самих Барака и Галанта. Во-вторых, оставались неясными мотивы Харпаза в его попытке настроить получателей „Документа Галанта“ (в дальнейшем известного как „Документ Харпаза“ — ивр. מסמך הרפז‎) против Галанта, а следовательно и Барака. В журналистском расследовании Дана Маргалита и Ронена Бергмана были опубликованы некоторые факты о весьма тесной связи между Ашкенази и Боазом Харпазом, что послужило основой для предположения о роли документа как инструмента борьбы Ашкенази с Бараком, с которым тот находился в остром конфликте, посредством выставления Барака и его протеже Галанта нечистыми на руку интриганами, ведущими свою „войну“ с Ашкенази с помощью грязных политтехнологий.
Продолжение расследования дела „Документа Харпаза“, выявившего в первую очередь тяжкое соперничество между „лагерями“ Ашкенази и Барака, было передано в руки Государственного контролёра Михи Линденштраусса.
Сам же процесс отбора кандидатов на должность Начальника Генштаба был возобновлён 20 августа 2011 года.

#### Скандал с делом земель в мошаве Амикам

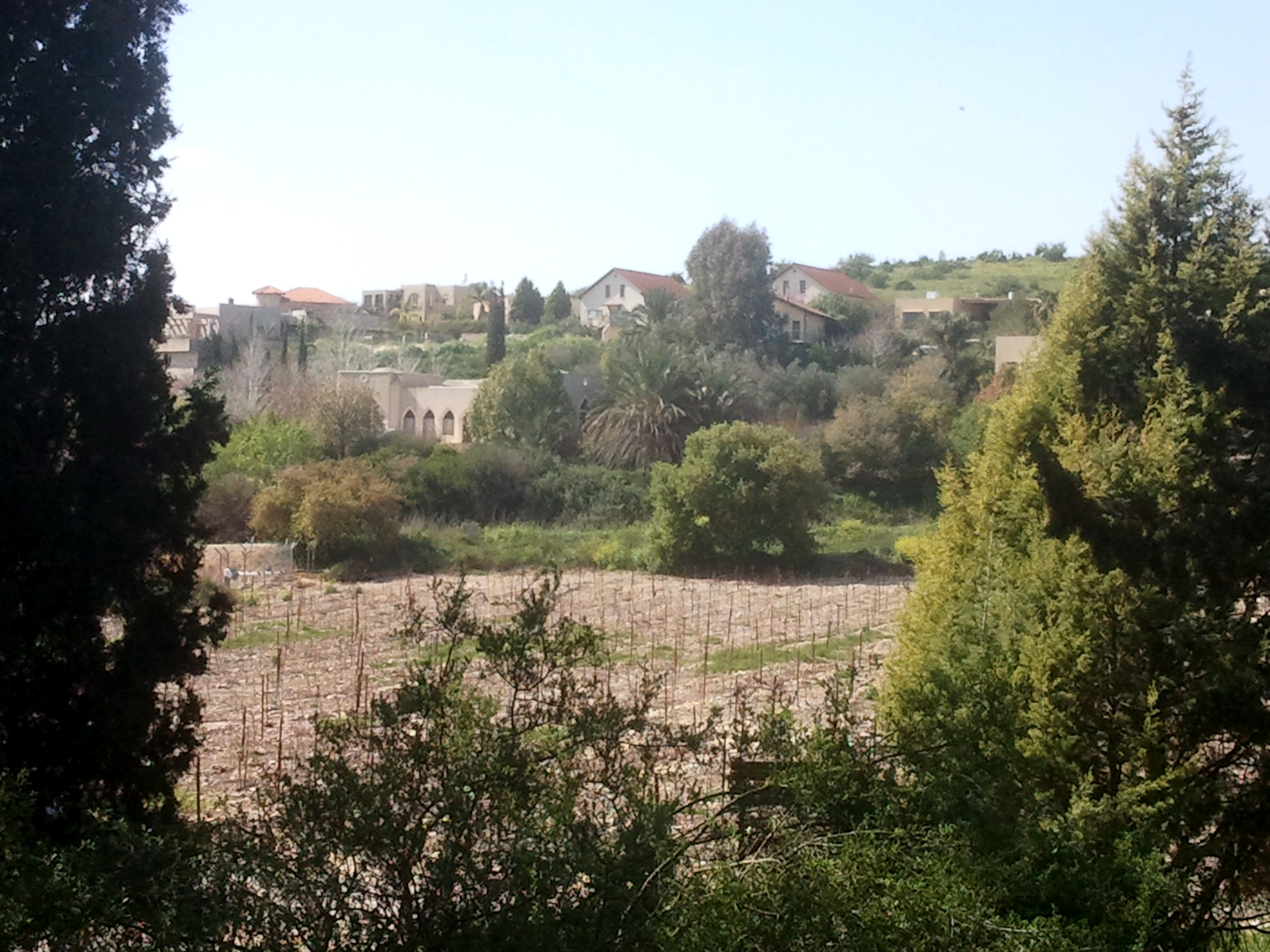
Дом Йоава Галанта в мошаве Амикам

22 августа 2010 года министр обороны Эхуд Барак представил на утверждение правительства рекомендацию назначить Галанта на пост Начальника Генерального штаба Армии обороны Израиля. Правительство Израиля утвердило данную рекомендацию на заседании 5 сентября 2010 года.
Против назначения Галанта высказался лишь министр Михаэль Эйтан, указавший на информацию о действиях Галанта, совершившего, по утверждению некоторых своих соседей, незаконное строительство на своём участке в мошаве Амикам и противоправно присвоившего дополнительные земельные участки в мошаве.
Таким образом Галант должен был стать 20-м Начальником Генштаба Армии обороны Израиля по истечении каденции Габи Ашкенази на этом посту в феврале 2011 года. 21 октября 2010 года Галант передал командование Южным военным округом своему преемнику, генерал-майору Талю Руссо.
Однако Галант так и не был назначен на пост. В петиции, поданной в Верховный суд Израиля 15 сентября 2010 года партией «Зелёное движение» (ивр. התנועה הירוקה‎), были представлены доказательства утверждению соседей Галанта о захвате территорий и незаконном строительстве на его участке в мошаве Амикам. Более того, утверждалось, что в судебных процессах, связанных с данными действиями, Галант передал в суд ложную фактическую информацию о деталях конфликта, а в дальнейшем сокрыл необходимую информацию о своих противоправных действиях от должностных лиц, утверждавших его назначение на пост Начальника Генштаба.
Вопрос назначения Галанта был передан на рассмотрение Государственного контролёра Израиля Михи Линденштраусса, а затем представлен перед Юридическим советником правительства Израиля Йехудой Вайнштейном, который сообщил, что в данной ситуации не сможет отстаивать назначение в суде, то есть фактически согласен с принятием петиции «Зелёного движения».
Вследствие этого, всего лишь за две недели до планируемого вступления Галанта на пост Начальника Генштаба, премьер-министр Биньямин Нетаньяху и министр обороны Эхуд Барак были вынуждены сообщить Галанту об отмене решения о его назначении. Галант высказался в прессе с критикой решения и попытался оспорить его, подав петицию в Верховный суд, но отозвал петицию вследствие отказа суда выдать промежуточный ордер о приостановлении процесса отмены назначения в правительстве.
20-м Начальником Генштаба Армии обороны Израиля стал Бени Ганц, вступивший на пост 14 февраля 2011 года.

### После выхода в запас
Галант вышел в запас в январе 2012 года. Сообщалось, что уже накануне выхода в запас ему поступали предложения занять управленческие должности в различных организациях, в том числе предложение представить кандидатуру на пост главы Управления аэропортов Израиля. При этом отмечалось, что любая попытка Галанта занять общественную должность будет скорее всего опротестована в Верховном суде.
В конце концов Галант принял предложение израильского миллиардера Бени Штайнмеца занять пост генерального директора компании „Наммакс ойл энд газ“ по поиску и разработке нефтяных и газовых месторождений. В июне 2014 года сообщалось, что Галант решил прекратить работу на данной должности вследствие уменьшения объёма деятельности компании в Израиле.
В ноябре 2013 года Галант был назначен также председателем общества друзей Организации инвалидов Армии обороны Израиля.
17 мая 2020 года назначен министром образования Израиля.
C 29 декабря 2022 по 5 ноября 2024 года — Министр обороны Израиля.
20 мая 2024 года прокурор Международного уголовного суда Карим Ахмад Хан сообщил о намерении запросить ордер на арест Галанта, одновременно с ордером на Нетаньяху и глав ХАМАСа Яхья Синвара, Мухаммад Дейфа и Исмаила Хания.
21 ноября 2024 года Международный уголовный суд выдал ордер на арест Галанта и на Натаньяху.

### Судебная реформа
25 марта 2023 года Галант выступил против своего правительства в поддержку протестов против предложенных правительством судебных реформ. Он попросил правительство отложить принятие предложенного закона, чтобы разрешить переговоры между правящей коалицией и оппозицией, в результате чего министр национальной безопасности Итамар Бен-Гвир призвал к увольнению Галанта. 26 марта Нетаньяху объявил, что увольняет Галанта в связи с утратой доверия, что вызвало массовые протесты той ночью в нескольких крупных городах Израиля. На следующий день в офисе Галанта заявили, что он продолжит занимать свой пост, поскольку он ещё не получил официального уведомления о своем увольнении. 10 апреля Нетаньяху объявил, что не будет увольнять Галанта.

### Образование и личная жизнь
За время службы Галант получил степень бакалавра Хайфского университета (в области экономики и менеджмента).
Живёт в мошаве Амикам (ивр. עמיקם‎). Женат на Клодин Галант, отец троих детей (сын — офицер в «Шайетет 13» — и две дочери). Младшая (на десять лет) сестра Галанта — детская писательница Яэль Ихилов (ивр. יעל איכילוב‎).

## Публикации
- Maj.-Gen. Yoav Galant, The Strategic Challenge of Gaza (Генерал-майор Йоав Галант, «Стратегический вызов сектора Газа») (англ.). Israeli Security, vol. 6, No. 28, Jerusalem Center for Public Affairs. Дата обращения: 24 августа 2013. Архивировано 11 января 2012 года.
- יואב גלנט הפיצול שלהם, האתגר שלנו ידיעות אחרונות, המוסף לשבת, 2.9.11 (Йоав Галант, «Их деление, наш вызов», «Едиот Ахронот», субботнее приложение (2.9.11) (копия текста на сайте fresh.co.il)) (иврит)
- יואב גלנט לוחם, מפקד, מצביא ישראל היום, 12.1.14 (Йоав Галант, «Боец, командир, полководец», «Исраэль ха-йом» (12.1.14)) — в память Ариэля Шарона (иврит)